# Riu Kura
El riu Kura (georgià: მტკვარი, Mtkvari, 'lent', o derivat de mdimnaré, paraula del dialecte kartali que vol dir 'riu'; àzeri, Kür; àrab, Nahr al-Kurr) és un riu del Caucas que desaigua a la mar Càspia, després de creuar Geòrgia i l'Azerbaidjan. Mtkvari és el nom que rep quan travessa Geòrgia. És el riu més important d'aquest estat. Les seves aigües passen per Tblisi, Mtskhétha i Gori. El seu nom original, Cyrus (Cir) fou d'origen persa (Kurosh, que era el nom nadiu del rei de Pèrsia Cir II el Gran). Durant la dominació russa, es va dir Kura i fou el nom adoptat pels cartògrafs europeus.
Neix a les muntanyes del Caucas a la frontera de Turquia oriental amb Geòrgia, a l'oest de Kars i al sud d'Ardahani, al districte de Poso i a l'antiga regió de Tao (Georgia), i antigament va formar la frontera entre ibers (georgians) i armenis, portant el nom llatí de Cyrus. La seva llargada és de 1.515 km i l'amplada arriba en algun punt als 80 metres. La conca és de 198.300 km².
Els seus afluents principals són el Yori o Gori (antic Cambises) i l'Araxes (Araks o Eraskh). A la desembocadura, forma un delta amb molts braços. Els principals afluents a Geòrgia són, pel sud, l'Alguètia i el Khrami, i pel nord el Liakhvi, el Ksani, l'Aragvi, el Iori i l'Alazani.

## Història

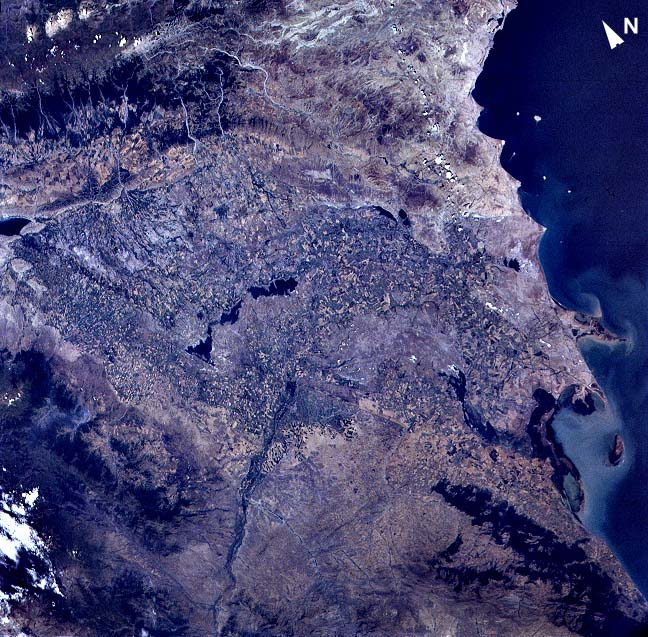
Imatge des de satèl·lit del delta del riu Kura

El Kura era riu navegable el 943/944, quan els russos van arribar pel riu i van destruir la ciutat de Bardaa, a uns 160 km de la costa de la mar Càspia. En aquest temps, el riu formava la frontera entre l'Arran i Geòrgia, i entre Arran i Xirvan. La regió fou assolada pels mongols i la vora del riu, fins al riu Iori, convertida en desert el 1265. A la vora del Mtkvari, el 20 d'abril del 1770, els georgians desferen els turcs en una important batalla prop d'Aspindza. Antigament, era navegable fins a Tbilisi, però actualment un gran nombre de centrals elèctriques a la seva vora ho fan impossible.